# 瓦屋橋
瓦屋橋（かわらやばし）は、大阪市の東横堀川に架かる橋。
大阪市中央区瓦屋町2丁目と島之内2丁目の間を結んでいる。橋の上を阪神高速1号環状線が通過している。

## 概要
橋の東詰一帯はもともと西成郡西高津村領内だったが、1615年（元和元年）に御用瓦師の寺島宗左衛門が4万6千坪を拝領し、1694年（元禄7年）には南瓦屋町（現在の瓦屋町）として大坂三郷に組み込まれた。このあたりは古代より良質の粘土が取れ、江戸時代には大坂市街における瓦生産の中心地だった。また、現在の大阪市立中央小学校付近には土浦藩が蔵屋敷を置いていた。
瓦屋橋は元禄年間に出された『新版摂津大坂東西南北町嶋之図』や1703年（元禄16年）刊の『公私要覧』では、元禄時代中期に初めて架けられたと言われている。当時の橋は『地方役手鑑』によると橋長十九間二尺（38.0m）、幅員一間半二尺七寸五分（3.8m）の木橋だった。その為、江戸時代には約15年おきに橋が架け替えられた。
明治時代になっても木橋のままだったが、1932年（昭和7年）10月に橋長37.7m、幅員6.5mの鋼桁橋に架け替えられた。四径間よりなり、橋脚は長さ6.5mの鋳鉄製の柱が3本建となっていた。戦後の1966年（昭和41年）に三径間になり、橋脚には場所打杭基礎が用いられて橋の強度は高められた。1969年（昭和44年）に歩道部が拡幅され、全幅員が9.0mとなって現在に至っている。

## 仕様
- 桁橋。
- 橋長37.6m、幅9.0m。

## 周辺情報
- 東堀橋（東横堀川 ひとつ上流の橋）
- 上大和橋（東横堀川 ひとつ下流の橋）

- 大阪市立中央小学校
- スーパー玉出八幡店

## 交通アクセス
鉄道
- Osaka Metro 松屋町駅4番出口　およそ500m　徒歩9分

バス
- 大阪シティバス 「瓦屋町二丁目」

道路
- 松屋町筋